# Mees de Wit
Mees de Wit (Amsterdam, 17 aprile 1998) è un calciatore olandese, difensore dell'AZ Alkmaar.

## Caratteristiche tecniche
È un terzino sinistro di spinta con propensione al gol.

## Carriera

### Club
Cresciuto nel settore giovanile dell'Ajax non riesce a esordire in prima squadra e viene ceduto ai portoghesi dello Sporting Lisbona. Dopo una stagione in prestito agli spagnoli dell'Orihuela, dove colleziona una sola presenza, viene schierato in campo dalla squadra B in quarta serie per un totale di 24 presenze e due reti. Nella sessione estiva di calcio mercato 2021 firma un contratto biennale con il PEC Zwolle, squadra militante in Eredivisie. Esordisce in massima serie il 15 agosto 2021, in occasione della sconfitta interna per 0-1 contro il Vitesse. Il 30 ottobre realizza la sua prima rete e, contestualmente, la prima doppietta con lo Zwolle in occasione della partita di campionato persa per 3-2 contro l'AZ Alkmaar.
Terminata l'esperienza al PEC Zwolle, de Wit viene acquistato dall'AZ Alkmaar per 2,3 milioni di euro.

### Nazionale
Vanta quattro presenze con la nazionale olandese Under-16 e due con quella Under-17.

## Statistiche

### Presenze e reti nei club
Statistiche aggiornate al 8 giugno 2024.
| Stagione          | Squadra            | Campionato        | Campionato | Campionato | Coppe nazionali | Coppe nazionali | Coppe nazionali | Coppe continentali | Coppe continentali | Coppe continentali | Altre coppe | Altre coppe | Altre coppe | Totale | Totale | Totale |
| Stagione          | Squadra            | Comp              | Pres       | Reti       | Comp            | Pres            | Reti            | Comp               | Pres               | Reti               | Comp        | Pres        | Reti        | Pres   | Reti   |        |
| ----------------- | ------------------ | ----------------- | ---------- | ---------- | --------------- | --------------- | --------------- | ------------------ | ------------------ | ------------------ | ----------- | ----------- | ----------- | ------ | ------ | ------ |
| 2017-2018         | Jong Ajax          | EED               | 5          | 0          | -               | -               | -               | -                  | -                  | -                  | -           | -           | -           | 5      | 0      |        |
| 2018-2019         | Sporting Lisbona   | PL                | 0          | 0          | CP+CdL          | 0+0             | 0+0             | UEL                | 0                  | 0                  | -           | -           | -           | 0      | 0      |        |
| 2019-2020         | Orihuela           | SDB               | 1          | 0          | CR              | 0               | 0               | -                  | -                  | -                  | -           | -           | -           | 1      | 0      |        |
| 2020-2021         | Sporting Lisbona B | CP                | 24         | 2          | -               | -               | -               | -                  | -                  | -                  | -           | -           | -           | 24     | 2      |        |
| 2021-2022         | PEC Zwolle         | ED                | 28         | 4          | CO              | 3               | 0               | -                  | -                  | -                  | -           | -           | -           | 31     | 4      |        |
| 2022-2023         | AZ Alkmaar         | ED                | 22         | 2          | CO              | 2               | 0               | UECL               | 10                 | 1                  | -           | -           | -           | 34     | 3      |        |
| 2023-2024         | AZ Alkmaar         | ED                | 10         | 1          | CO              | 0               | 0               | UECL               | 1                  | 0                  | -           | -           | -           | 11     | 1      |        |
| Totale AZ Alkmaar | Totale AZ Alkmaar  | Totale AZ Alkmaar | 32         | 3          |                 | 3               | 0               |                    | 11                 | 1                  |             | -           | -           | 35     | 4      |        |
| Totale carriera   | Totale carriera    | Totale carriera   | 90         | 9          |                 | 5               | 0               |                    | 11                 | 1                  |             | -           | -           | 106    | 10     |        |

## Palmarès

### Competizioni nazionali
- Eerste Divisie: 1

Jong Ajax: 2017-2018